# 温德尔·H·福特
温德尔·汉普顿·福特（英語：Wendell Hampton Ford，1924年9月8日—2015年1月22日）是美国肯塔基州政治家，曾任该州第53任州长，还当过24年联邦参议员，是肯塔基州史上首位先后担任副州长、州长和联邦参议员的政治家:211。他还曾于1991到1999年担任联邦参议院民主党党鞭，并且从1971年当选州长开始就成为肯塔基州的民主党领袖，一直到1999年从联邦参议员的位置上退休为止。福特退休时创下了担任肯塔基州联邦参议员时长的新纪录，这个纪录一直到2009年才由米奇·麥康諾超越。
福特出生于肯塔基州戴维斯县，之后进入肯塔基大学学习，但学业因参军赶赴第二次世界大战而中断。战争结束后，他从马里兰州保险大学毕业并返回肯塔基州，帮助父亲经营家族保险业务，还在肯塔基陆地国民警卫队继续服役。他曾为伯特·T·康布斯1959年竞选州长工作，并在后者当选后担任其行政助理。之后，康布斯的盟友奈德·布里赛特继任成为新的州长，在他的鼓励下，福特决心参选肯塔基州参议员并成功当选，然后又在1967年竞选副州长职位，和共和党州长候选人路易·B·纳恩一起当选。四年后，福特在民主党初选中爆冷击败康布斯，并成功在普选中胜出成为新任州长。
担任州长期间，福特将一些行政部门进行重组和整合来提高政府部门的工作效率。他通过提升煤矿开采税增加州政府收入，并制定法案对教育体制加以改革。他设法让州内的政府官职由民主党人担任，还在共和党资深参议员约翰·谢尔曼·库珀退休后帮助沃尔特·“迪伊”·赫德尔斯顿（Walter "Dee" Huddleston）获得腾出的联邦参议员席位。1974年，福特亲自参选，夺得了在任共和党联邦参议员马洛·库克的席位。但是，他和一众政治盟友的迅速崛起也导致自己与副州长朱利安·卡罗尔一起受到政治腐败的调查，不过之后大陪审团拒绝提出起诉。担任联邦参议员期间，福特坚定地捍卫肯塔基州的烟草行业。他还和密苏里州联邦参议员基特·邦德（Kit Bond）组建了参议院国民警卫队核心小组。1991年，福特成为參議院民主党多數黨党鞭，他曾于1994年一度考虑竞选参议院少數党领袖，但之后决定支持康涅狄格州的克里斯多夫·杜德。1999年，福特从参议员位置上退休并返回欧文斯伯勒，开始在欧文斯伯勒科学和历史博物馆向青少年讲解政治。

## 早年生活
温德尔·福特于1924年9月8日在肯塔基州戴维斯县欧文斯伯勒附近出生，他的父亲叫欧内斯特··福特（Ernest M. Ford），母亲是艾琳·沃尔福克·福特（Irene Woolfork Ford），母亲的娘家姓叫申克（Schenk）。欧内斯特曾担任州参议员，还是肯塔基州州长厄尔·C·克莱门茨的盟友。温德尔在戴维斯县的公立学校接受早期教育并从戴维斯县高中毕业，于1942到1943年进入肯塔基大学就读。
1943年9月18日，福特与让·尼尔在欧文斯伯勒女方的父母家成婚，两人之后有了两个孩子，长女雪莉·（福特·）德克斯特（Shirley (Ford) Dexter）于1950年出世，次子史蒂文·福特（Steven Ford）在1950年降生，全家都会参加在欧文斯伯勒第一浸信会教堂的活动。
1944年，福特离开肯塔基大学加入美国陆军，于1944年7月22日响应征召参加第二次世界大战。他接受了行政士官的训练，于1945年11月17日获提升为技术军士。福特在自己的服役过程中先后获得了美国本土战功勋章、第二次世界大战胜利奖章、优等步兵徽章和品德优良奖章，于1946年6月18日光荣退役。
战争结束后，福特返回家中和父亲一起经营家庭保险业务，并于1947年从马里兰州保险大学毕业。1949年6月7日，他进入肯塔基陆地国民警卫队服役，并被分配到欧文斯伯勒的第149步兵团战斗队连。1949年8月7日，福特获提升为步兵少尉，1949年，他的连由步兵转为坦克部队，福特成为第240坦克营的连长。之后他晋升为装甲军中尉，于1956年转入非活动卫队，再于1962年退役。

## 政治生涯
福特在民间事务上非常活跃，于1954年成为首位担任国际青年商会主席的肯塔基人。1959年伯特··康布斯竞选州长期间，他成为竞选团队中的青年会长。康布斯当选后，福特成为他1959至1963年的行政助理。1963年，福特的母亲去世，他再度返回欧文斯伯勒帮助父亲经营家族保险公司。虽然存在他会在这年参选副州长的猜测，但福特之后坚称自己决定不再投身政治，这种情况一直持续到了州长奈德·布里赛特邀请他参选对抗州参议院多数党领袖卡斯帕·“卡普”·加德纳（Casper "Cap" Gardner）时为止，加德纳还是布里赛特进步主义立法议程的最大障碍。福特在1965年的选举中以仅305票的微弱优势取胜，不过很快就成为州参议院中的关键角色。作为包括戴维斯县和汉考克县在内的第八选区代表，他在州参议院的单届任期内先后提出了22项得到通过的重大立法预案。
1967年，福特参选副州长，但布里赛特和康布斯选择的是州检察官罗伯特·马修斯（Robert Matthews），不希望他来搅局。福特在初选中又以仅631票的微弱优势击败马修斯，这个数量只占总票数的0.2%。他以独立候选人身份参加普选，当时州长一职由共和党候选人路易·B·纳恩战胜康布斯和布里赛特钦点的民主党候选人亨利·沃德获得，不过福特却成功地赢得了副州长职位。这次选举结果所有州级行政职务由共和党和民主党各得一半，其中共和党赢得五个席位，而民主党也保有四个。
担任副州长期间，福特重组了肯塔基州的民主党政党机器，为之后他自己和玛莎·莱恩·柯林斯当选州长，以及沃尔特·赫德尔斯顿担任联邦参议员打下了基础。1968年，州长纳恩请求肯塔基州议会把州消费税从三个百分点提升到五个百分点，福特对此表示反对，称除非对食品和药品予以豁免，否则不应该通过，但最终民主黨控制的州议会还是在没有例外的情况下通过了增税法案。从1970到1971年，福特还是全美副州长大会的执行委员会成员。

### 肯塔基州州长
副州长任期届满后，福特成为1971年肯塔基州州长选举民主党初选的八位候选人之一，其中最具声望的是福特的导师康布斯。竞选期间福特以康布斯的年龄和之前担任州长期间制定的销售税法案为突破口，并对康布斯放弃薪酬更高的联邦法官职位二度竞选州长提出质疑。结果福特在初选中的得票数比康布斯和另外六位候选人都要高，这一爆冷结果一方面是因为康布斯过分轻敌，另一方面则是由于福特使用的优异战略。这场选举后，康布斯曾准确地预料称，“这就是我政治生涯的终点”。

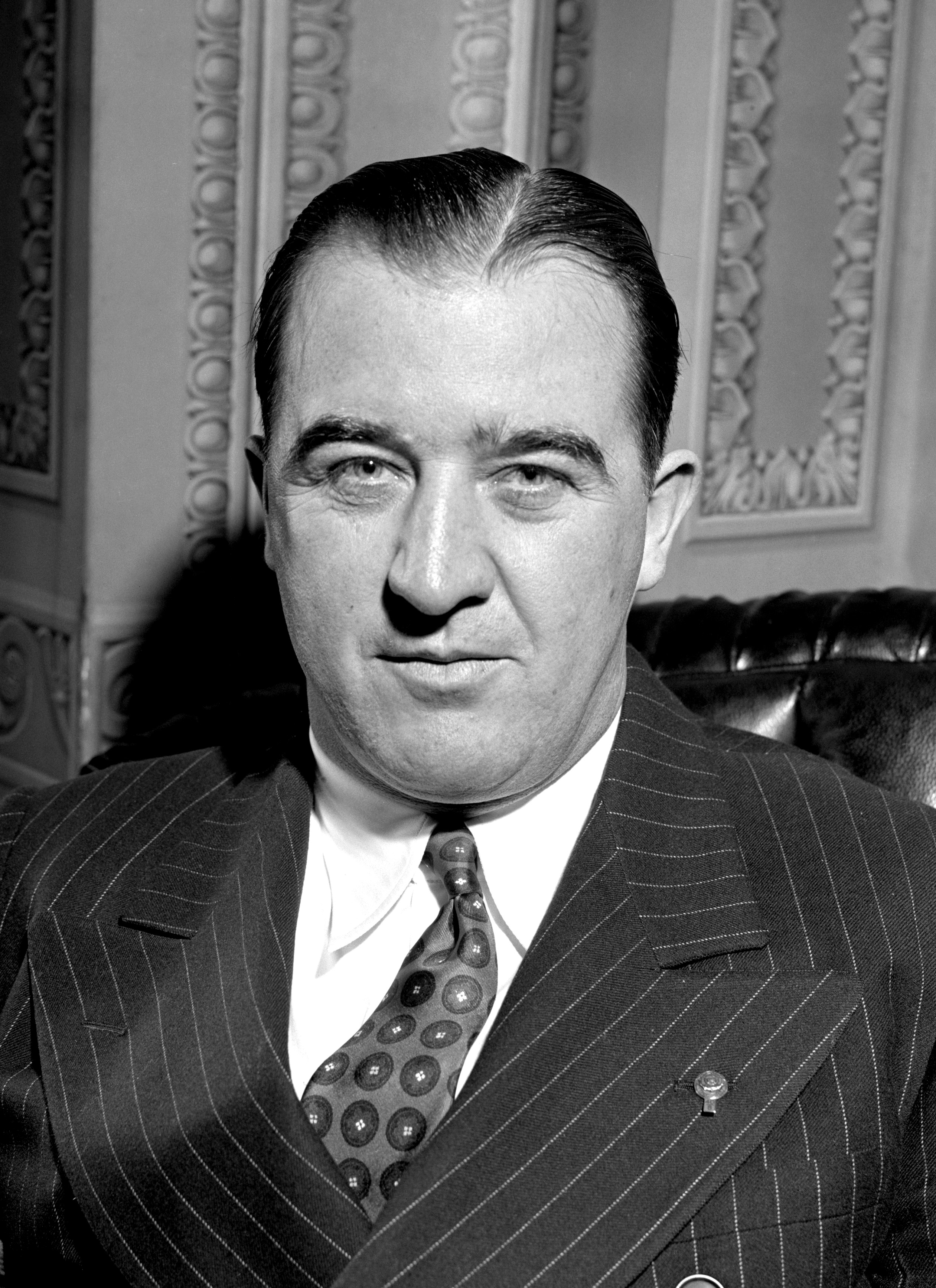
前州长哈皮·钱德勒是福特1971年州长选举中的对手。

福特接下来参加的普选一共有四位候选人，其中还包括以独立候选人身份参选的另一位前民主党州长A·B·“哈皮”·钱德勒，最终福特成功胜出，票数最接近的对手是共和党人汤姆·安伯顿（Tom Emberton），但差距也在58000票以上。这也是康布斯和钱德勒都淡出政坛后，肯塔基州民主党的派系斗争在20世纪中唯一一次平息下来。
当上州长后，福特通过多种方式增加州财政收入，如增收煤矿开采税，每加仑汽油收取两美分税，还提升了企业税。他对食品免收州销售税来平衡这些增收的税款，由此产生的巨额预算盈余也让他得以提出多个建设项目。他在初选中的险胜很大程度上来自于杰佛逊县的支持，对此他投桃报李，批准拨款兴建肯塔基州国际会议中心，并对肯塔基州会展中心加以扩建。他还在自己担任州长后的第一个立法会议期间监督了一揽子州刑事司  法系统的改革方案嘞。
福特任内监督了路易斯维尔大学从市政拨款到州财政拨款的过渡。他推动了州内的教育体制改革，放弃自己在肯塔基大学董事会的主席职位，并扩大了学生和教师在大学董事会中的投票权。这些改革将州内高校的管理岗位从过去的政治回报性质转变成职业任命。他增加州财政性教育经费，扩大高等教育委员会的权限，不过也否决了一项允许老师进行集体协商的措施。
福特在提高行政部门工作效率和组织性上所做的努力获得了赞誉，他建立了多个将好几个部门合并后组建的“超级内阁”:214。1972年立法会议期间，福特把肯塔基州财政部和发展办公室合并组建了财务和行政部:214。虽然州宪法中存在的限制有时会阻碍他把类似职能的部门整合，但福特把部门改组作为工作中的首要任务，为肯塔基州节约了一些开支:214。
1972年3月21日，联邦最高法院对邓恩诉布隆斯腾案作出裁决，认定所有在一个州内生活满30天的公民就是该州的居民并因此拥有投票权。但是，肯塔基州的州宪法要求在州内生活满一年，在县内生活满六个月，以及在相应选区生活满60天才能获得投票资格，1972年又是大选年，因此州宪法和联邦最高法院裁决之间存在的冲突必须要在11月的总统大选前加以解决。为此福特召集了特别立法会议进行必要的修正，他还在州议会的议程中增加了多项内容，如建立州环保局，根据1970年美国人口普查结果重新划分国会选区，还有审批最近通过的平等权利修正案:212-213。这三个项目最终都得到了州议会的通过:213。
1972年6月，福特因大脑动脉瘤接受了手术治疗，并于同年出席了在佛罗里达州迈阿密海滩举行的1972年民主党全国大会:213。他支持埃德蒙·马斯基参选总统，但之后获得提名的是乔治·麦戈文，麦戈文到访肯塔基州时得到了福特的迎接:213。这次大会是福特涉足全国政治的开始，麦戈文竞选期间对民主党财务主管罗伯特·施瓦茨·施特劳斯多有怠慢，这引起了福特的不满，为此他在麦戈文败选后帮助施特劳斯当选为民主党全国委员会主席，之后自己也因此获选为1973到1974年间民主党州长大会的主席，他还担任大会的自然资源和环境管理委员会副主席:214。
1974年立法会议期间，福特提出对煤液化和气化展开为期六年的研究以应对1973年的石油危机。他还增加对人力资源的投入，并继续重组行政部门，建立了交通、发展、教育和艺术、人力资源、消费者保障和监管、安全和司法部门内阁:214。在解雇上届政府聘请官员方面，福特的表现不像之前的州长那样无情，还扩展了州考绩制度，以涵盖一些之前不受此制度影响的州工作人员:213。尽管如此，他对州官员的替换还是受到了批评，特别是那些在纳恩担任州长期间任命的州级机关工作人员:213。批评者还指出，那些经考绩制度确定合格的官员仍然需要受到受聘前政治立场的审查才能过关:213。

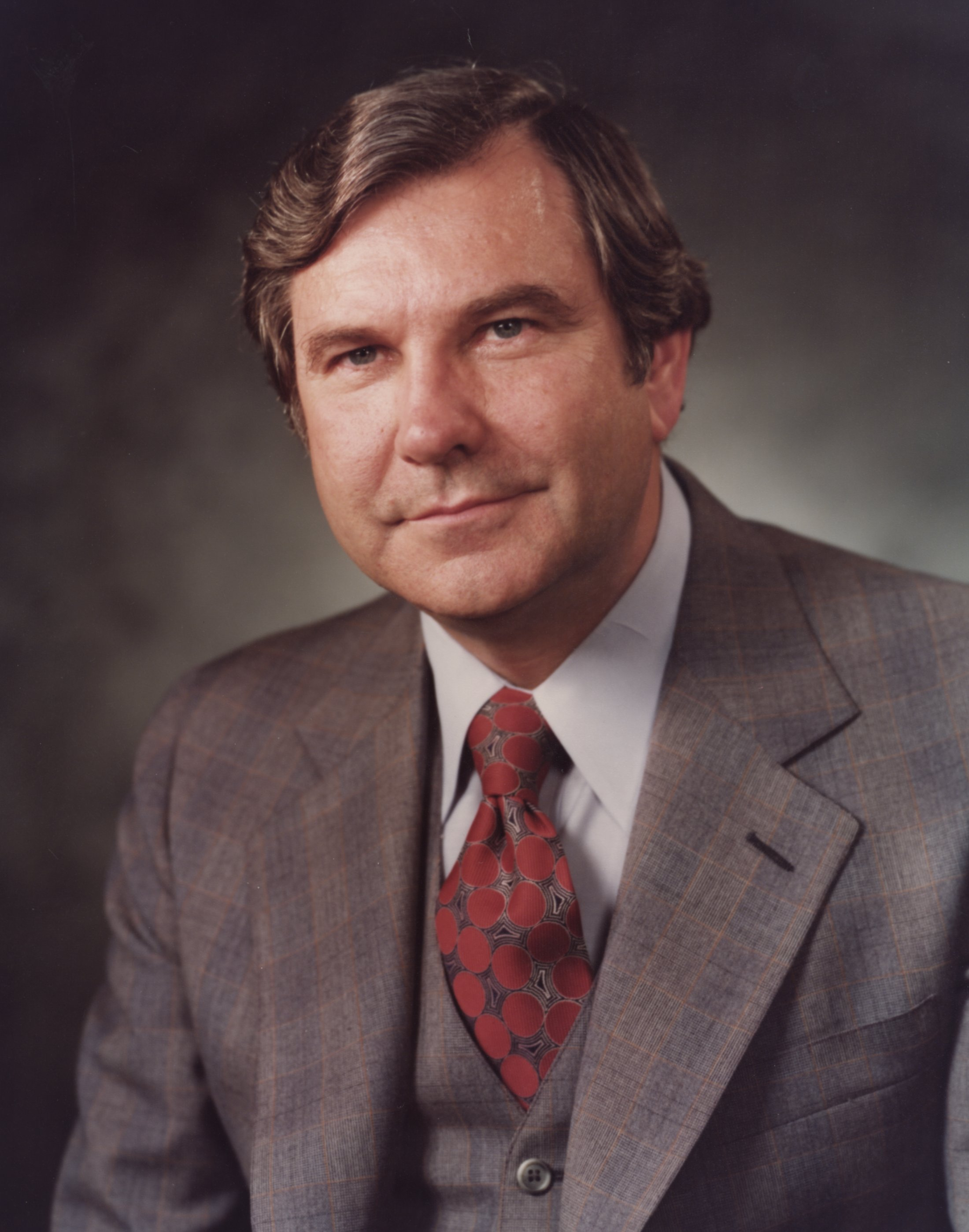
曾担任福特竞选经理的迪伊·赫德尔斯顿于1972年当选联邦参议员。

福特让州内的民主党人团结起来，这一努力使得肯塔基州民主党人于1972年赢得了一个联邦参议院席位，这也是自1956年以来首次有该州民主党人当选联邦参议员。该席位因共和党资深参议员约翰·谢尔曼·库珀退休而出现空缺，最后继任的是福特之前的竞选经理沃尔特·“迪伊”·赫德尔斯顿。福特的朋友于是开始劝他亲自参选，挤走州内另一位共和党参议员，曾担任过一届州议员的马洛·库克。福特本希望副州长朱利安·卡罗尔争夺库克的议席，但卡罗尔已打算竞选下届州长。福特的盟友没有比卡罗尔更具胜算的州长候选人，并且民意调查结果也表明只有福特才有击败库克的希望，于是他同意参选，并在1974年立法会议结束后立即宣布自己将竞选联邦参议员。
竞选过程中双方争论的一个主要问题就是是否要在肯塔基河位于肯塔基州东部的支流红河（Red River）上建设一座水坝:215。库克对此表示反对，而福特表示支持，并且从州预算盈余中分配出一部分用于其建设:215。结果福特在1974年的联邦参议员选举中以39万9406票战胜得票32万8982票的对手，通过亲自把最后一位共和党高官挤下台完成了振兴州内民主党的目标。同年12月，库克主动辞职，提前继任的福特因此可以在联邦参议院拥有更高的资历:215，他辞去州长职位担任参议员，副州长卡罗尔继任成为新的州长。
福特及基派系成员迅速占领州内重要官职的情况也引来了麻烦，他和卡罗尔因此受到贪污腐败的调查。这场为期四年的调查于1977年开始，主要关注于有关福特在任期间收受州保险回扣的指控。1972年6月，福特为州雇员以及自己的部分政治支持者购买了保险，并且这一过程中没有进行公开招标:213。不过州内法律并没有要求一定要进行公开招标，同时之前的州长也曾有过类似举措:213。调查人员认为，这其中存在暗箱操作，保险公司与政党官员瓜分佣金，不过他们怀疑的是福特出于政治利益而非个人利益允许这种做法。1981年，检察官要求对福特和卡罗尔提起敲诈勒索的罪名起诉，但大陪审团没有同意。由于大陪审团的审理属于机密，因此这一过程中究竟有何进展一直没有公开披露。尽管如此，肯塔基州共和党人坚持认为，福特在出庭时援引宪法第五修正案中不得自证其罪的条款，对此福特拒绝作出确认或否认的回答。

### 联邦参议员
福特于1974年开始担任联邦参议员，并在1980、1986和1992年三度连任。1980年初选时他只有一位象征性的对手，是个叫弗洛拉·斯图尔特（Flora Stuart）的律师，而到了1986和1992年的民主党初选时，他连一个对手都没有。而共和党方面则在每次福特竞选连任时都没能找到一个真正能够构成威胁的挑战者。1980年，他以33万4862票的巨大优势击败了年逾古稀的前州审计员玛丽·路易丝·福斯特（Mary Louise Foust），他共计得到的72万零891票占到了这场选举总票数的65%，创下了肯塔基州选举的新纪录。1986年对抗共和党人杰克逊·安德鲁斯四世时，他以74%的得票率刷新了自己的纪录，赢得了全部120个县。到了1992年，州参议员大卫·L·威廉斯（David L. Williams）的表现略好一些，福特的得票率为63%，比对手多了47万7002票。
福特曾在1983和1991年认真地考虑过辞去参议员职务再次竞选州长，但之后都改变了主意。1983年竞选中他将需要在初选时面对在任副州长玛莎·莱恩·柯林斯，柯林斯是福特派系的盟友，这在一定程度上影响了他的决定。1991年，福特已是很有资历的参议员，因此希望能成为参议院的民主党党鞭而决定不参选州长。
福特初入政坛时曾支持通过宪法修正案来反对废除种族隔离校车，他还认为每年在预算问题上扯皮的时间太长，所以建议联邦预算以两年周期来做计划。这一构思主要基于肯塔基州预算的已有作法，但从未付诸实施。第95届联邦国会期间（1977至1979年），福特担任参议院航空航天科学委员会主席。
福特于1977到1983年间担任民主党参议员竞选委员会成员，他在1988年首度寻求民主党党鞭一职，但不敌自1977年起就担任该职位的加利福尼亚州联邦参议员阿兰·克兰斯顿（Alan Cranston）。福特在这场竞争中起步有些太晚，并且《纽约时报》上的一篇文章指出他高估了自己面对克兰斯顿的胜算。不过福特在承认失败后立即就宣布参加1990年的下届选举，这次他的对手仍然是克兰斯顿，但后者由于患上前列腺癌而退出了争夺。不过，福特坚称自己拥有足够的民主党党团支持承诺，所以即便克兰斯顿没有退出，自己照样能赢。1994年，参议员多数党领袖乔治··米切尔退休，福特一度有意接任，但最终还是改变了主意，选择把精力集中在肯塔基州的事务上，支持克里斯多夫·杜德成为新的多数党领袖。

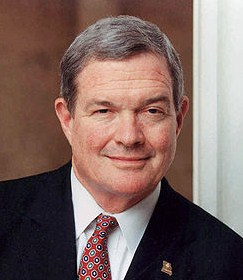
基特·邦德和福特一起于1989年组建了参议院国民警卫队核心小组。

1983至1985年的第98届联邦国会期间，福特担任专责委员会成员，对委员会体系进行研究，并且还是第100至第103届联邦国会期间（1987至1995年）的联邦参议院章程委员会成员。1989年，他与密苏里州联邦参议员基特·邦德合作，组建了参议院国民警卫队核心小组，这是一个旨在推进国民警卫队职能和准备情况的参议员联盟。福特表示，自己是在看到密西西比州联邦众议员桑尼·蒙哥马利（Sonny Montgomery）与国民警卫队协会和国民警卫局所做的工作后决定组建这个小组的，他与邦德共同主持小组运作直至1999年退休为止。1998年，肯塔基陆军卫队专用的温德尔··福特训练中心落户穆伦贝尔格县。1999年，国民警卫局授予福特最高荣誉：桑尼·蒙哥马利奖。
密苏里州联邦参议员托马斯·伊格尔顿（Thomas Eagleton）指出，福特和迪伊·赫德尔斯顿可能是任何州在参议院的两位参议员中最好的组合。两人都是烟草的捍卫者，这也是肯塔基州主要的经济作物。福特坐镇商业委员会，对那些会影响到烟草行业制作末端的立法产生影响，而赫德尔斯顿则在农业委员会对那些可以让烟农受益的项目提供保护。两人都在挽救烟草价格支持计划中起到了重要作用。福特让烟草免受《消费者产品安全法》的影响，并且一直都反对增收卷烟税。他还发起了一条针对关税暨贸易总协定的修正案，对美国进口外国烟草产品的数量加以限制。
之后，共和黨的米奇·麦康诺接过了赫德尔斯顿的参议员职位，但他与福特因为在一起针对烟草公司诉讼提出的和解方案上存在冲突而分道扬镳。福特支持呈交国会的一套方案，其中将对已有的价格支持计划提供保护，但麦康诺则偏向另一个方案，其中会对烟农提供幅度较小的援助，但也会中止价格支持计划。不过，两个方案最终都未能通过，而福特和麦康诺之间因此产生的裂缝之后一直都没有修复。
作为商务委员会民航小组委员会主席，福特确保路易斯维尔、格拉斯哥和肯塔基州最北部几个县获得拨款对当地机场加以改善:215。哈泽德的温德尔··福特机场就是以他命名。还有一项1990年通过，旨在减少飞机噪音、改善航空安全措施，并要求航空公司提高消费者对自己表现知情度的法案也冠名为温德尔·H·福特21世纪航空投资和改革法案。
对于自己的参议员任期，福特曾表示：“我对全国性事务没兴趣，我有兴趣的是肯塔基州的事务”。不过他还是对多项重大联邦立法产生了影响。他支持了一项《家庭与医疗假期法案》修正案，其中对那些雇员人数少于50的企业予以豁免。他还在《机动选民法》的通过中起到了关键性的作用:215，并支持提高联邦最低工资标准和一项《个人责任和工作机会协调法案|1996年的福利改革法案》。福特是洁净煤技术研究的支持者，他还与来自西弗吉尼亚州的联邦参议员杰伊·洛克斐勒合作，为煤矿工人争取更好的退休福利。在国际事务方面，福特支持继续对伊拉克实施经济制裁来代替海湾战争，他投票反对巴拿马运河条约，认为该法不得肯塔基州选民人心:215。福特还曾担任比尔·克林顿1993年就职典礼的国会联合就职典礼委员会主席，但之后还是因投票反对北美自由贸易协议而与克林顿领导的行政部门分道扬镳:216。
与之前担任肯塔基州州长时一样，福特在担任联邦参议员期间也注重提高政府的工作效率。第101和第103届联邦国会期间，他在印刷联合委员会任职，通过使用再生纸等手段为政府节省了数百万美元的印刷成本:215。1998年，弗吉尼亚州联邦参议员约翰·华纳（John Warner）发起了1998年温德尔··福特政府刊物改革法案，福特自己也在法案上签字，与华纳共同递交。该法案将淘汰印刷联合委员会，将其职权交给参议院章程委员会、众议院监督委员会，以及美国政府印刷局。法案还将集中政府印刷职能，对那些没有将文件提供给印刷局印刷的政府部门作出惩罚。反对者认为该法案给予了印刷局过于宽泛的权力，并且担心法案会对著作权保护构成侵蚀。这项法案在委员会以外获得了良好的反响，但由于这年克林顿弹劾案以及相关事项的影响，法案没能进入国会立法议程。华纳在之后几届国会期间都没有再担任印刷联合委员会主席，福特也已从参议院退休，所以这道法案之后再也没有回到国会议程中。

## 晚年
1998年，福特决定不再寻求第五个任期，退休返回欧文斯伯勒，他退休时已担任了24年的联邦参议员，创下了肯塔基州的新纪录，这个纪录一直到2009年1月才被四度連任的米奇·麦康诺打破。福特还曾为哥伦比亚特区的游说和法律事务所迪克斯坦、夏皮罗、莫兰和奥辛斯基（Dickstein Shapiro Morin & Oshinsky）担任过一段时间的顾问。
1978年8月，美国国道60围绕欧文斯伯勒的路段更名为温德尔··福特高速公路（Wendell H. Ford Expressway）。西肯塔基大路也曾在保罗·E·巴顿（Paul E. Patton）担任州长期间更名成温德尔··福特大路（Wendell H. Ford Western Kentucky Parkway）。2009年，福特入选肯塔基州交通名人堂。
截至2014年3月中旬，福特还在欧文斯伯勒科学和历史博物馆向当地青少年讲解政治，这里还有他担任参议员时所使用办公室的复制品。
福特於2015年1月22日因肺癌逝世，終年90歲。